# Igor Wladimirowitsch Knjasew
Igor Wladimirowitsch Knjasew (russisch Игорь Владимирович Князев; * 27. Januar 1983 in Elektrostal, Russische SFSR) ist ein ehemaliger russischer Eishockeyspieler.

## Karriere
Knjasew spielte in der Jugend im Eishockeyklub seiner Geburtsstadt Elektrostal. In der Saison 1999/2000 gab er sein Profidebüt für den HK Spartak Moskau in der zweitklassigen Wysschaja Liga. Mit der Mannschaft gelang ein Jahr später der Aufstieg in die Superliga. Beim NHL Entry Draft 2001 wurde der Verteidiger im Anschluss an den Aufstieg in der ersten Runde als 15. Spieler von den Carolina Hurricanes aus der National Hockey League (NHL) ausgewählt. Von 2001 bis 2002 spielte er nach einem Transfer für Spartaks Ligakonkurrenten Ak Bars Kasan. Nach der Vertragsunterschrift in der Organisation der Carolina Hurricanes war der Russe zwischen 2002 und 2004 in der American Hockey League (AHL) für die Lowell Lock Monsters und Springfield Falcons aktiv. Der Wechsel war durch einen Transfer im Juni 2003 zustande gekommen, als er gemeinsam mit David Tanabe an die Phoenix Coyotes abgegeben worden war, die im Gegenzug Daniil Markow und ein Viertrunden-Wahlrecht im NHL Entry Draft 2004 nach Carolina transferiert hatten.
Im Sommer 2004 kehrte Knjasew nach Russland zurück und spielte für verschiedene Vereine der höchsten russischen Liga – Chimik Woskressensk, Chimik Moskowskaja Oblast, Dynamo Moskau und Witjas Tschechow. Von 2007 bis 2009 war der Verteidiger für den HK MWD Balaschicha tätig. Für den Verein bestritt er in der Saison 2008/09 acht Spiele in der neu gegründeten Kontinentalen Hockey-Liga (KHL), gab eine Torvorlage und erhielt acht Strafminuten. Außerdem spielte er für Krylja Sowetow Moskau in der Wysschaja Liga. Im Jahr 2009 wechselte Knjasew nach Tschechien und spielte für den SK Kadaň in der zweiten Liga und den Drittligisten KLH Vajgar Jindřichův Hradec. Von 2010 bis 2013 war der Abwehrspieler wieder in seiner russischen Heimat für die Zweitligisten HK Lada Toljatti, Titan Klin, HK Rjasan und THK Twer aktiv.
Seine Karriere beendete Knjasew im Alter von 30 Jahren aufgrund von Rückenverletzungen.

### International
Knjasew spielte für die Junioren- und Jugendnationalmannschaften Russlands. Mit ihnen wurde er im Jahr 2001 U18-Junioren-Weltmeister, nachdem er mit der Mannschaft im Vorjahr Silber gewonnen hatte. Bei der U20-Junioren-Weltmeisterschaft 2002 gewann der Verteidiger ebenfalls die Goldmedaille.

## Erfolge und Auszeichnungen
- 2001 Meister der Wysschaja Liga und Aufstieg in die Superliga mit dem HK Spartak Moskau

### International
| - 2000 Goldmedaille bei der World U-17 Hockey Challenge - 2000 Silbermedaille bei der U18-Junioren-Weltmeisterschaft - 2001 Goldmedaille bei der U18-Junioren-Weltmeisterschaft - 2001 Beste Plus/Minus-Bilanz bei der U18-Junioren-Weltmeisterschaft | - 2001 All-Star-Team der U18-Junioren-Weltmeisterschaft - 2002 Goldmedaille bei der U20-Junioren-Weltmeisterschaft - 2002 Bester Verteidiger der U20-Junioren-Weltmeisterschaft - 2002 All-Star-Team der U20-Junioren-Weltmeisterschaft |

## Karrierestatistik

### International
Vertrat Russland bei:
- World U-17 Hockey Challenge 2000
- U18-Junioren-Weltmeisterschaft 2000
- U18-Junioren-Weltmeisterschaft 2001
- U20-Junioren-Weltmeisterschaft 2002

(Legende zur Spielerstatistik: Sp oder GP = absolvierte Spiele; T oder G = erzielte Tore; V oder A = erzielte Assists; Pkt oder Pts = erzielte Scorerpunkte; SM oder PIM = erhaltene Strafminuten; +/− = Plus/Minus-Bilanz; PP = erzielte Überzahltore; SH = erzielte Unterzahltore; GW = erzielte Siegtore; 1 Play-downs/Relegation; Kursiv: Statistik nicht vollständig)